# Claude Lévi
Ne doit pas être confondu avec Claude Lévi-Strauss.
Claude Lévi, né le 20 décembre 1922 à Paris (5e arrondissement), est un professeur d'université, zoologiste et biologiste marin français, membre de l'Académie des sciences. Spécialiste des spongiaires de notoriété internationale, il en a proposé une classification.

## Biographie
Son père est ingénieur diplômé de l'École polytechnique,.
Dans l'ascendance de Claude Lévi figurent deux grands-rabbins de France, Zadoc Kahn (1839-1905) et Israël Lévi (1856-1939). Il a par ailleurs des relations de cousinage par alliances avec les deux scientifiques Georges Teissier (1900-1972) et Jacques Monod (1910-1976).

### Formation
Ses études secondaires se déroulent à Paris aux lycées Montaigne et Henri IV jusqu'à l'obtention de son baccalauréat en 1940.

#### Cursus universitaire
Le début de ses études supérieures étant perturbé par les lois sur le statut des Juifs du régime de Vichy, il n'obtient sa licence ès sciences qu'en 1946.
1947-1954 : Il travaille comme assistant de la faculté des sciences de Paris à la station biologique de Roscoff dirigée par Georges Teissier, où il prépare sa thèse sur les spongiaires et succède en 1954 à Charles Bocquet comme maître-assistant,,,.
1954 : thèse de doctorat ès sciences à la faculté des sciences de Paris, intitulée  Étude des Halisarca de Roscoff : embryologie et systématique des démosponges, qui sera publiée en 1956.

### Carrière

#### Carrière universitaire
1954-1956 : chef de travaux à la station biologique de Roscoff.
1956-1966 : enseignant à la faculté des sciences de Strasbourg, où il enseigne l’embryologie, la cytologie, ainsi que la zoologie des Invertébrés, :
1956-1959 : maître de conférences
1959-1961 : professeur sans chaire
1961-1966 : professeur à titre personnel
1966 : après sa nomination comme professeur titulaire de la chaire de biologie des invertébrés marins au Muséum national d'Histoire naturelle (MNHN) de Paris, dont le laboratoire sera notamment une pépinière de plongeurs, chaire à laquelle s'adjoindra la malacologie en 1970, il est détaché auprès d'entités de recherche scientifique :
1966-1975 : au CNRS, où il inaugure le poste de directeur scientifique des sciences de la vie
1977-1978 : à l'ORSTOM en Nouvelle-Calédonie ,.
1978 : du 18 au 22 décembre, au CNRS à Paris, il organise et dirige un colloque international sur la biologie des spongiaires, qui donnera lieu à la publication d'un ouvrage.
1989 : il prend sa retraite.
1993 : il demeure cependant membre du comité de perfectionnement de l'institut océanographique de Paris, fondé en 1906 par le prince Albert Ier de Monaco.
ca.1980-1982 : membre de la société zoologique de France, qu'il présidera de 1980 à 1982.

#### Missions de recherche
De 1951 à 1998 il participe à des missions scientifiques outre-mer : Afrique de l'Ouest/golfe de Guinée, mer Rouge, Israël, atoll d'Aldabra (Seychelles), Madagascar, Viêt Nam, Nouvelle-Calédonie (« campagne BIOCAL »), Indonésie, Australie, golfe de Guinée et Atlantique Sud,,.
Quelques-unes de ses expéditions :
En novembre 1951, Claude Lévi, alors « maître-assistant à la station marine de Roscoff, biologiste spécialiste des éponges », embarque à bord de la Calypso avec une équipe scientifique dont fait partie le vulcanologue Haroun Tazieff, pour une mission océanographique aux îles Farasan en mer Rouge, dirigée par le commandant Cousteau, .
En 1956, Claude Lévi étudie les spongiaires de la région de Dakar.
En 1985 il dirige, à bord du navire Jean Charcot, une campagne d'exploration océanographique au large des côtes de Nouvelle-Calédonie, baptisée « BIOCAL »,,,, Indonésie, Australie, golfe de Guinée et Atlantique Sud,.

#### Engagement écologique et social
En 1986, il déclare au cours d'une interview : « nous vivons sur une planète dont on fait rapidement le tour et cette sensation d'appartenir à un unique petit monde est toute récente ».
Il participe à la fondation de la Société française d'écologie et d'évolution en 1968 et il est élu membre du premier conseil en février 1969. Le 20 mars 1991, au cours d'une « journée de prospective » de cette société organisée au CNRS sur le thème « L'écologie, vers une nouvelle politique scientifique ? », il fait une intervention intitulée « comment relancer l’écologie ».
1991 : « Par décret en date du 21 août 1991, M. Claude Levi, professeur au Muséum national d'histoire naturelle, est nommé président du comité de coordination pour la recherche publique en environnement. »,.
Plusieurs de ses œuvres écrites ont été numérisées dans le cadre du projet international ouvert Biodiversity Heritage Library.
En février 2020 il est cosignataire d'une lettre ouverte au président de la République en faveur d'une loi de programmation pluriannuelle de la recherche (PPR).

## Œuvre écrite (sélection)
Dans les années 2000, ses ouvrages font encore référence parmi les inventaires de la biodiversité des milieux marins,,.
- L'Oviparité chez les Spongiaires (1951),
- Étude des Halisarca de Roscoff ; embryologie et systématique des Démosponges (1956),
- Ontogeny and Systematic in Sponges (1961),
- Scléroblastes et spiculogénèse chez une éponge siliceuse (1963),
- Métamorphose artificielle des larves d’Éponges après dissociation et réaggrégation de cellules larvaires (1964) – en collaboration avec Radovan Borojevic–,
- Spongiaires des zones bathyales, abyssales et hadales (Galathea Report) (1964),
- Les Cellules des Éponges (1970),
- Claude Lévi a rédigé d'autre part le chapitre « Systématique de la Classe des Demospongiaria (Demosponges) » du grand Traité de Zoologie de Pierre-Paul Grassé (1973).
- (fr + en) Claude Lévi (dir.) et Nicole Boury-Esnault, Biologie des spongiaires : [Colloque international du] Centre national de la recherche scientifique, Paris, 18-22 décembre 1978, Éditions du CNRS, 1979, 533 p. (BNF 34673269).
- (en) Claude Lévi et al., Sponges of the New Caledonian lagoon [« Éponges du lagon néo-calédonien »], ORSTOM (IRD), 1998, 214 p. (ISBN 2-7099-1354-2, EAN 9782709913546, BNF 36708839, présentation en ligne, lire en ligne).

Certains de ses articles sont cosignés par son épouse Pierrette Lévi [née Pierrette Guichard].

## Distinctions
- 1954 : lauréat du prix Georges Kohn décerné par l'institut océanographique de Paris, fondé en 1906 par le prince Albert Ier de Monaco[27].
- 1955 : lauréat du prix Gadeau-de-Kerville de la société zoologique de France[28],[12].
- 1969 : Chevalier dans l'Ordre du Mérite agricole[29]
- 1975 : Commandeur dans l'Ordre des palmes académiques[30]
- 1980-1982 : il préside la société zoologique de France[12].
- 11 juin 1990 : élection à l'Académie des sciences dans la discipline « biologie animale et végétale »[1],[31].
- 31 décembre 1990 :  Officier de la Légion d'honneur[32]
- En 1956, son nom est donné à des variétés de spongiaires[17].
- « En hommage au professeur Claude Lévi, chef de mission de la campagne BIOCAL » effectuée du 9 août au 10 septembre 1985 dans la zone néocalédonienne, une nouvelle espèce de crabes [...] vivant dans la zone bathyale est nommée Homologenus Levii[21],[20].
- Une nouvelle espèce d'échinoderme est nommée Metacrinus levii « en hommage à Claude Lévi, professeur au Muséum National d'Histoire Naturelle et chef de mission de la campagne BIOCAL en Nouvelle Calédonie » [33]. Un timbre représentant cette espèce est édité par la Nouvelle-Calédonie le 18 mai 1996 dans la série du « Monde des profondeurs ».